# 香港開埠以來統治者列表
本列表仅收录葡佔屯門、英屬香港、日佔香港以及1997年香港交接以來實際管治香港的統治者，多半是国家元首。至於香港開埠以前管治其境內的中国歷代皇帝，请参见中国君主列表。

## 葡占屯门
| 葡萄牙君主 （生卒年）          | 在位時間      | 治港時間                   |
| ------------------------------ | ------------- | -------------------------- |
| 曼努埃尔一世 （1469年—1521年） | 1495年—1521年 | 1514年—1521年 仅限葡佔屯門 |

## 二戰前英屬香港
| 英国君主 （生卒年）            | 在位時間      | 治港時間                                       | 总督          | 总督任期      |
| ------------------------------ | ------------- | ---------------------------------------------- | ------------- | ------------- |
| 维多利亚女王 （1819年—1901年） | 1837年—1901年 | 1841年—1860年 仅限香港島                       | 查理·义律     | 1841年        |
| 维多利亚女王 （1819年—1901年） | 1837年—1901年 | 1841年—1860年 仅限香港島                       | 1841年—1844年 |               |
| 维多利亚女王 （1819年—1901年） | 1837年—1901年 | 1841年—1860年 仅限香港島                       | 戴維斯        | 1844年—1848年 |
| 维多利亚女王 （1819年—1901年） | 1837年—1901年 | 1841年—1860年 仅限香港島                       | 文咸          | 1848年—1854年 |
| 维多利亚女王 （1819年—1901年） | 1837年—1901年 | 1841年—1860年 仅限香港島                       | 寶寧          | 1854年—1859年 |
| 维多利亚女王 （1819年—1901年） | 1837年—1901年 | 1860年—1898年 仅限香港島和界限街以南的九龍半島 | 夏喬士·羅便臣 | 1859年—1865年 |
| 维多利亚女王 （1819年—1901年） | 1837年—1901年 | 1860年—1898年 仅限香港島和界限街以南的九龍半島 | 麥當奴        | 1866年—1872年 |
| 维多利亚女王 （1819年—1901年） | 1837年—1901年 | 1860年—1898年 仅限香港島和界限街以南的九龍半島 | 堅尼地        | 1872年—1877年 |
| 维多利亚女王 （1819年—1901年） | 1837年—1901年 | 1860年—1898年 仅限香港島和界限街以南的九龍半島 | 軒尼詩        | 1877年—1882年 |
| 维多利亚女王 （1819年—1901年） | 1837年—1901年 | 1860年—1898年 仅限香港島和界限街以南的九龍半島 | 寶雲          | 1883年—1885年 |
| 维多利亚女王 （1819年—1901年） | 1837年—1901年 | 1860年—1898年 仅限香港島和界限街以南的九龍半島 | 德輔          | 1887年—1891年 |
| 维多利亚女王 （1819年—1901年） | 1837年—1901年 | 1860年—1898年 仅限香港島和界限街以南的九龍半島 | 威廉·羅便臣   | 1891年—1898年 |
| 维多利亚女王 （1819年—1901年） | 1837年—1901年 | 1898年—1901年 现今香港全境                     | 卜力          | 1898年—1903年 |
| 爱德华七世 （1841年—1910年）   | 1901年—1910年 | 1901年—1910年                                  | 彌敦          | 1904年—1907年 |
| 爱德华七世 （1841年—1910年）   | 1901年—1910年 | 1901年—1910年                                  | 盧吉          | 1907年—1912年 |
| 乔治五世 （1865年—1936年）     | 1910年—1936年 | 1910年—1936年                                  | 梅含理        | 1912年—1918年 |
| 乔治五世 （1865年—1936年）     | 1910年—1936年 | 1910年—1936年                                  | 司徒拔        | 1919年—1925年 |
| 乔治五世 （1865年—1936年）     | 1910年—1936年 | 1910年—1936年                                  | 金文泰        | 1925年—1930年 |
| 乔治五世 （1865年—1936年）     | 1910年—1936年 | 1910年—1936年                                  | 貝璐          | 1930年—1935年 |
| 爱德华八世 （1894年—1972年）   | 1936年        | 1936年                                         | 郝德傑        | 1935年—1937年 |
| 乔治六世 （1895年—1952年）     | 1936年—1952年 | 1936年—1941年                                  | 羅富國        | 1937年—1941年 |
| 乔治六世 （1895年—1952年）     | 1936年—1952年 | 1936年—1941年                                  | 楊慕琦        | 1941年        |

## 日占香港
| 日本天皇 （生卒年）        | 在位時間      | 治港時間      | 总督     | 总督任期      |
| -------------------------- | ------------- | ------------- | -------- | ------------- |
| 昭和天皇 （1901年—1989年） | 1926年—1989年 | 1941年—1945年 | 酒井隆   | 1941年—1942年 |
| 昭和天皇 （1901年—1989年） | 1926年—1989年 | 1941年—1945年 | 新见政一 | 1941年—1942年 |
| 昭和天皇 （1901年—1989年） | 1926年—1989年 | 1941年—1945年 | 矶谷廉介 | 1942年—1944年 |
| 昭和天皇 （1901年—1989年） | 1926年—1989年 | 1941年—1945年 | 田中久一 | 1944年—1945年 |

## 二戰後英屬香港
| 英国君主 （生卒年）            | 在位時間      | 治港時間      | 总督   | 总督任期      |
| ------------------------------ | ------------- | ------------- | ------ | ------------- |
| 乔治六世 （1895年—1952年）     | 1936年—1952年 | 1945年—1952年 | 夏慤   | 1945年—1946年 |
| 乔治六世 （1895年—1952年）     | 1936年—1952年 | 1945年—1952年 | 楊慕琦 | 1946年—1947年 |
| 乔治六世 （1895年—1952年）     | 1936年—1952年 | 1945年—1952年 | 葛量洪 | 1947年—1957年 |
| 伊丽莎白二世 （1926年—2022年） | 1952年—2022年 | 1952年—1997年 | 柏立基 | 1958年—1964年 |
| 伊丽莎白二世 （1926年—2022年） | 1952年—2022年 | 1952年—1997年 | 戴麟趾 | 1964年—1971年 |
| 伊丽莎白二世 （1926年—2022年） | 1952年—2022年 | 1952年—1997年 | 麥理浩 | 1971年—1982年 |
| 伊丽莎白二世 （1926年—2022年） | 1952年—2022年 | 1952年—1997年 | 尤德   | 1982年—1986年 |
| 伊丽莎白二世 （1926年—2022年） | 1952年—2022年 | 1952年—1997年 | 衛奕信 | 1987年—1992年 |
| 伊丽莎白二世 （1926年—2022年） | 1952年—2022年 | 1952年—1997年 | 彭定康 | 1992年—1997年 |

## 中华人民共和国
| 中共中央总书记/中華人民共和國最高领导人任期 （生卒年） | 统治者任期    | 治港任期      | 行政长官 | 行政长官任期  |
| ------------------------------------------------------ | ------------- | ------------- | -------- | ------------- |
| 江泽民 （1926年—2022年）                               | 1989年—2002年 | 1997年—2002年 | 董建華   | 1997年—2005年 |
| 胡锦涛 （1942年出生）                                  | 2002年—2012年 | 2002年—2012年 | 曾蔭權   | 2005年—2012年 |
| 习近平 （1953年出生）                                  | 2012年起      | 2012年起      | 梁振英   | 2012年—2017年 |
| 习近平 （1953年出生）                                  | 2012年起      | 2012年起      | 林鄭月娥 | 2017年—2022年 |
| 习近平 （1953年出生）                                  | 2012年起      | 2012年起      | 李家超   | 2022年起      |